# Maria Anna Giuseppina d'Asburgo
Maria Anna Giuseppina d'Asburgo (Ratisbona, 20 dicembre 1654 – Vienna, 14 aprile 1689) era Arciduchessa d'Austria in quanto figlia dell'Imperatore Ferdinando III e della sua terza moglie Eleonora di Gonzaga-Nevers, per matrimonio divenne Principessa Ereditaria del Palatinato.

## Biografia
Maria Anna Giuseppina era una sorellastra dell'Imperatore Leopoldo I, che era sposato dal 1676 ad Eleonora Maddalena del Palatinato-Neuburg. Tale matrimonio aveva reso ancor più stringente il desiderio di aumentare le connessioni dinastiche tra la Casa del Palatinato-Neuburg e la famiglia imperiale.  Per questo, l'Arciduchessa sposò il 25 ottobre 1678 a Wiener Neustadt, il principe elettore Giovanni Guglielmo del Palatinato-Neuburg; (1658-1716), fratello dell'imperatrice Eleonora. A causa del matrimonio con la figlia dell'Imperatore, Giovanni Guglielmo ottenne nel 1679 il titolo di Duca di Jülich e Berg, per parificarlo ad un sovrano regnante. Il matrimonio fu celebrato dall'Arcivescovo Leopold Karl von Kollonitsch, e per commemorare l'avvenimento, la cognata Eleonora fece erigere una colonna mariana sulla piazza principale di Wiener Neustadt. Dopo il matrimonio con la arciduchessa Giovanni Guglielmo iniziò a tenere a Düsseldorf una corte costosa. Da queste nozze nacquero, nel 1683 e 1686, due figli maschi, rimasti senza nome, che vissero entrambi un solo giorno. Maria Anna morì all'età di 34 anni, durante una visita alla corte imperiale di Vienna, vittima della tubercolosi e fu sepolta nella Cripta dei Cappuccini di Vienna.

## Antenati
|                                 |                         |                           | Genitori                   |  |  | Nonni |  |  | Bisnonni           |  |  | Trisnonni              |  |
|                                 |                         |                           |                            |  |  |       |  |  | Carlo II d'Austria |  |  | Ferdinando I d'Asburgo |  |
|                                 |                         |                           |                            |  |  |       |  |  | Carlo II d'Austria |  |  | Ferdinando I d'Asburgo |  |
|                                 |                         | Anna Jagellone            |                            |  |  |       |  |  | Carlo II d'Austria |  |  |                        |  |
| Ferdinando II d'Asburgo         |                         |                           |                            |  |  |       |  |  | Carlo II d'Austria |  |  |                        |  |
|                                 |                         | Maria Anna di Wittelsbach | Alberto V di Baviera       |  |  |       |  |  |                    |  |  |                        |  |
|                                 |                         | Maria Anna di Wittelsbach | Alberto V di Baviera       |  |  |       |  |  |                    |  |  |                        |  |
|                                 |                         | Maria Anna di Wittelsbach | Anna d'Austria             |  |  |       |  |  |                    |  |  |                        |  |
| Ferdinando III d'Asburgo        |                         | Maria Anna di Wittelsbach |                            |  |  |       |  |  |                    |  |  |                        |  |
|                                 |                         | Guglielmo V di Baviera    | Alberto V di Baviera       |  |  |       |  |  |                    |  |  |                        |  |
|                                 |                         | Guglielmo V di Baviera    | Alberto V di Baviera       |  |  |       |  |  |                    |  |  |                        |  |
|                                 |                         | Guglielmo V di Baviera    | Anna d'Austria             |  |  |       |  |  |                    |  |  |                        |  |
| Marianna di Baviera             |                         | Guglielmo V di Baviera    |                            |  |  |       |  |  |                    |  |  |                        |  |
|                                 |                         | Renata di Lorena          | Francesco I di Lorena      |  |  |       |  |  |                    |  |  |                        |  |
|                                 |                         | Renata di Lorena          | Francesco I di Lorena      |  |  |       |  |  |                    |  |  |                        |  |
|                                 |                         | Renata di Lorena          | Cristina di Danimarca      |  |  |       |  |  |                    |  |  |                        |  |
| Maria Anna Giuseppina d'Austria |                         | Renata di Lorena          |                            |  |  |       |  |  |                    |  |  |                        |  |
|                                 | Ludovico Gonzaga-Nevers | Federico II Gonzaga       |                            |  |  |       |  |  |                    |  |  |                        |  |
|                                 | Ludovico Gonzaga-Nevers | Federico II Gonzaga       |                            |  |  |       |  |  |                    |  |  |                        |  |
|                                 | Ludovico Gonzaga-Nevers | Margherita Paleologa      |                            |  |  |       |  |  |                    |  |  |                        |  |
| Carlo I di Gonzaga-Nevers       | Ludovico Gonzaga-Nevers |                           |                            |  |  |       |  |  |                    |  |  |                        |  |
|                                 |                         | Enrichetta di Nevers      | Francesco I di Nevers      |  |  |       |  |  |                    |  |  |                        |  |
|                                 |                         | Enrichetta di Nevers      | Francesco I di Nevers      |  |  |       |  |  |                    |  |  |                        |  |
|                                 |                         | Enrichetta di Nevers      | Margherita di Vendôme      |  |  |       |  |  |                    |  |  |                        |  |
| Eleonora Gonzaga-Nevers         |                         | Enrichetta di Nevers      |                            |  |  |       |  |  |                    |  |  |                        |  |
|                                 |                         | Francesco IV Gonzaga      | Vincenzo I Gonzaga         |  |  |       |  |  |                    |  |  |                        |  |
|                                 |                         | Francesco IV Gonzaga      | Vincenzo I Gonzaga         |  |  |       |  |  |                    |  |  |                        |  |
|                                 |                         | Francesco IV Gonzaga      | Eleonora de' Medici        |  |  |       |  |  |                    |  |  |                        |  |
| Maria Gonzaga                   |                         | Francesco IV Gonzaga      |                            |  |  |       |  |  |                    |  |  |                        |  |
|                                 |                         | Margherita di Savoia      | Carlo Emanuele I di Savoia |  |  |       |  |  |                    |  |  |                        |  |
|                                 |                         | Margherita di Savoia      | Carlo Emanuele I di Savoia |  |  |       |  |  |                    |  |  |                        |  |
|                                 |                         | Margherita di Savoia      | Caterina Michela d'Asburgo |  |  |       |  |  |                    |  |  |                        |  |
|                                 |                         | Margherita di Savoia      |                            |  |  |       |  |  |                    |  |  |                        |  |